# Sphaeria cornicola
Sphaeria cornicola är en svampart som beskrevs av DC. 1815. Sphaeria cornicola ingår i släktet Sphaeria och familjen kolkärnsvampar.   Inga underarter finns listade i Catalogue of Life.